# María (píseň)
María je druha reprodukovaná skladba (singl) zpěváka Rickyho Martina z alba A Medio Vivir, která vyšla 21. listopad 1995, nejprve v Latinské Americe podějí ve zbytku světa. Píseň vyšla v roce 1996 jako remix  a stala se velmi populární, také to je zpěvákův první mezinárodní hit.

## Videoklip
Existují tři verze videoklipu. Ten poslední byl natočen ve Francii a v režii se ujal Memo del Bosque.

## Remixy
- María (12" Club Mix)
- María (7" Radio Mix)
- María (Jason Nevins' Remix)
- María (Disco Volante Mix)
- María (Latin Dance Mix)

## Seznam písní
CD singl - Evropa
1. "María" (Spanish Radio Edit) — 4:38
2. "María" (Album Version) — 4:23

CD singl -remixy
1. "María" (Spanglish Radio Edit) — 4:31
2. "María" (Spanish Radio Edit) — 4:38

12" maxi - remixy
1. "María" (Spanish Extended) — 8:10
2. "María" (Perc A Pella Mix) — 5:07
3. "María" (Spanglish Extended) — 7:56
4. "María" (Spanglish Dub) — 6:07

CD maxi - remixy
1. "María" (Spanglish Radio Edit) — 3:58
2. "María" (Spanish Radio Edit) — 4:38
3. "María" (Spanglish Extended) — 7:56
4. "María" (Spanish Extended) — 8:10
5. "María" (Spanglish Dub) — 6:07
6. "María" (Perc A Pella Mix) — 5:07

12" maxi - remixy
1. "María" (Spanish Extended) — 8:10
2. "María" (Perc A Pella Mix) — 5:07
3. "María" (Spanglish Extended) — 7:56
4. "María" (Spanglish Dub) — 6:07

## Umístění ve světě
| Hitparáda | Certifikace | Prodej  |
| --------- | ----------- | ------- |
| Francie   | diamant     | 750,000 |
| Německo   | zlato       | 150,000 |
| Švédsko   | zlato       | 10,000  |
| Švýcarsko | zlato       | 25,000  |